# 僕シリーズ3部作
『僕シリーズ3部作』（ぼくシリーズさんぶさく）は、関西テレビ放送と共同テレビジョンによって制作された、SMAPの草彅剛が主役の3作のテレビドラマ。橋部敦子が全作の脚本を手がける。前2作までは『生きる道シリーズ』と形容されていた。
「シリーズ」と銘打ってはいるものの（3作とも社会問題を扱ったストーリーではあるが）、ストーリー的には3作に共通点はほとんど無く、それぞれ独立したストーリーが展開される。3作ともに最高視聴率が20%を超えている人気ドラマである。
共通点としては一部キャストとスタッフ（後述）、主題歌をSMAP（のメンバー）が担当している（主役の草彅本人がSMAPのメンバーであり、グループの楽曲が好きなため）などが挙げられる。
2011年1月15日、僕シリーズ初の映画化作品『僕と妻の1778の物語』が公開された。しかし脚本が橋部敦子でない・主題歌がSMAPでない等ドラマシリーズとの違いが多くある。

## タイトル・テーマ
- 僕の生きる道（2003年1月7日 - 3月18日、※7月7日）テーマ：「愛と死」
- 僕と彼女と彼女の生きる道（2004年1月6日 - 3月23日、※9月18日）テーマ：「絆」
- 僕の歩く道（2006年10月10日 - 12月19日）テーマ：「純粋」
- 僕と妻の1778の物語（2011年1月15日公開）テーマ：「夫婦愛」

※：スペシャル放送日

## 共通する出演者
| 出演者     | 僕の生きる道                                    | 僕と彼女と彼女の生きる道                                  | 僕の歩く道                                        | 僕と妻の1778の物語                                         |
| ---------- | ----------------------------------------------- | --------------------------------------------------------- | ------------------------------------------------- | ---------------------------------------------------------- |
| 草彅剛     | 中村秀雄 スキルス性胃癌に侵された教師、生物担当 | 小柳徹朗 妻に離婚を切り出された銀行員、その後料理人の弟子 | 大竹輝明 自閉症の青年                             | 牧村朔太郎 がんの妻に毎日1編ずつ短編小説を贈り続けたSF作家 |
| 小日向文世 | 金田勉三 秀雄の主治医                           | 井上啓一 徹朗の勤務先の上司                               | 古賀年雄 動物園のベテラン飼育係                   | 新聞の集金員                                               |
| 大杉漣     | 秋本隆行 学校の理事長、秀雄の恋人の父親         | 小柳義朗 徹朗の厳格な父親                                 | 久保良介 動物園の派閥争いに敗れた園長             | 松下医師 朔太郎の妻の手術を執刀した外科医                  |
| 浅野和之   | 古田進助 学校の教頭                             | 石田和也 徹朗の娘の通う小学校の教師                       | 亀田達彦 謎のロードレーサー、コーヒーショップ経営 | 玩具店の店主                                               |
| 谷原章介   | 久保勝 秀雄の同僚教師、数学担当                 | （出演せず）                                              | （出演せず）                                      | 滝沢蓮 朔太郎の友人で同期デビューの売れっ子作家            |
| 長山藍子   | （出演せず）                                    | 大山美奈子 徹朗の妻の母親                                 | 大竹里江 輝明の母親                               | （出演せず）                                               |

## 1作品のみの出演者

### 僕の生きる道
- 矢田亜希子 - 秋本みどり（秀雄の同僚教師で後の妻、国語担当、ヒロイン）
- 森下愛子 - 太田麗子（同僚教師、英語担当）
- 鳥羽潤 - 岡田力（新任教師、社会科担当）
- 菊池均也 - 赤井貞夫（同僚教師、体育担当）
- 綾瀬はるか - 杉田めぐみ（2年G組生徒、歌手志望）
- 市原隼人 - 田岡雅人（2年G組生徒、医学部志望）
- 内博貴 - 吉田均（2年G組生徒、東京大学に入学することしか考えていない。卒業から5年後、母校の生物教師となる）
- 浅見れいな - 鈴木りな（2年G組生徒）
- 上野なつひ - 赤坂栞（2年G組生徒）
- 鈴木葉月 - 近藤萌（2年G組生徒）
- 岩崎杏里 - 黒木愛華（2年G組生徒）
- 藤間宇宙 - 田中守（2年G組生徒）
- 眞野裕子 - 畑中琴絵（病院看護師）
- 銀粉蝶 - 田岡久美子（田岡の母、PTA会長）
- 横山あきお - （写真館技師）
- 山本道子 - 中村佳代子（秀雄の母）

### 僕と彼女と彼女の生きる道
- 美山加恋 - 小柳凛（「僕と彼女と彼女」徹朗と可奈子の娘）
- 小雪 - 北島ゆら（「僕と彼女と彼女」凛の家庭教師、ヒロイン）
- りょう - 大山可奈子（徹朗の妻）
- 東幹久 - 宮林功二（徹朗の勤める銀行会社の先輩）
- 要潤 - 岸本肇（徹朗の勤める銀行会社の後輩）
- 山口紗弥加 - 坪井マミ（徹朗の勤める銀行会社の社員、徹朗と3年前に不倫）
- 大森南朋 - 勝亦亮太（ゆらの友人）
- 田村たがめ - 谷川亜希（ゆらの友人）

### 僕の歩く道
- 香里奈、八木優希（少女時代） - 松田都古（輝明の幼なじみで獣医、ヒロイン）
- 佐々木蔵之介 - 大竹秀治（輝明の兄、真樹の夫）
- 本仮屋ユイカ - 大竹りな（輝明の妹、大学3年生）
- 田中圭 - 三浦広之（若手飼育係）
- MEGUMI - 大石千晶（都古の親友のOL）
- 葛山信吾 - 河原雅也（獣医）
- 須賀健太 - 大竹幸太郎（秀治と真樹の息子）
- 加藤浩次 - 堀田丈二（輝明の主治医、カウンセラー）
- 森口瑤子 - 大竹真樹（秀治の妻）
- 浅利陽介、塩野魅士（少年時代） - 古賀和彦（輝明と同じ自閉症を持つ古賀の息子）
- 澤田俊輔 - 青木大輔（動物園の職員）
- 星野奈津子 - 水野楓（動物園の職員）
- 滝直希 - 山本武（りなの恋人）
- 那須佐代子 - （古賀の前妻）
- ひがし由貴 - （都古の母）
- 熊谷知博 - （輝明の少年時代）

### 僕と妻の1778の物語
- 竹内結子 - 牧村節子（朔太郎の妻、がんに侵され余命1年と宣告される、ヒロイン）
- 吉瀬美智子 - 滝沢美奈（蓮の妻、節子の友人）
- 陰山泰 - 新美健太郎（SF専門出版社の編集長、担当は朔太郎）
- 佐々木すみ江
- 風吹ジュン - 片岡晴子（節子の母）

## 共通するスタッフ
- 橋部敦子（脚本）
- 本間勇輔（音楽）
- 重松圭一（プロデューサー）
- 岩田祐二（プロデューサー）
- 石原隆（アソシエイトプロデューサー）
- 星護（演出・監督）
- 三宅喜重（演出）

## 各主題歌
- 僕の生きる道 - SMAP「世界に一つだけの花」
- 僕と彼女と彼女の生きる道 - &G「Wonderful Life」
- 僕の歩く道 - SMAP「ありがとう」

| フジテレビ系（関西テレビ制作） 火曜10時枠の連続ドラマ | フジテレビ系（関西テレビ制作） 火曜10時枠の連続ドラマ | フジテレビ系（関西テレビ制作） 火曜10時枠の連続ドラマ |
| 前番組                                                | 番組名                                                | 次番組                                                |
| ----------------------------------------------------- | ----------------------------------------------------- | ----------------------------------------------------- |
| アルジャーノンに花束を （2002.10.8 - 2002.12.17）     | 僕の生きる道 （2003.1.7 - 2003.3.18）                 | マルサ!!東京国税局査察部 （2003.4.8 - 2003.6.24）     |
| ハコイリムスメ! （2003.10.7 - 2003.12.9）             | 僕と彼女と彼女の生きる道 （2004.1.6 - 2004.3.23）     | アットホーム・ダッド （2004.4.13 - 2004.6.29）        |
| 結婚できない男 （2006.7.4 - 2006.9.19）               | 僕の歩く道 （2006.10.10 - 2006.12.19）                | ヒミツの花園 （2007.1.9 - 2007.3.20）                 |